# Pierre Dereix
Pour les articles homonymes, voir Dereix.
Pierre Dereix, né à Aigre (Charente), le 26 avril 1769, † Paramé 10 novembre 1854, Chevalier de l'Empire à titre héréditaire, Officier de la Légion d'honneur, chevalier de l'ordre royal et militaire de Saint-Louis, est un officier qui a participé à toutes les campagnes du premier Empire comme colonel et traversé tous les régimes politiques de l'époque.

## Biographie
Pierre Dereix est né à Aigre,. Fils de Léonard Dereix et de Jeanne Maudet,,, il est le dernier garçon d'une fratrie de quatre et appartient à une vieille famille enracinée en Charente depuis le XVe siècle.

### Révolution française
Le 10 août 1792, quatre jours après la chute de la royauté, Pierre Dereix, tout juste âgé de 23 ans, s'engage dans la compagnie des "Volontaires du Canton d'Aigre", où il est élu au grade de capitaine le 14,,. La compagnie est incorporée le 14 septembre dans le 11e bataillon de volontaires de la Charente (ou le 11e bataillon des réserves),. Passé dans la demi-brigade des Lombards, il intègre le 72e demi-brigade d'infanterie de ligne comme capitaine et participe avec celui-ci aux campagnes de l'armée de Nord, que commande le général Dumouriez.
En 1799, le capitaine Dereix est attaché à l'armée du général Brune pour défendre les côtes de la République batave et il participe à la bataille de Bergen, à celle d'Alkmaar puis à Castricum le 6 octobre 1799, où l'armée russo-britannique débarquée au Helder est repoussée.

### Consulat
Il rejoint par la suite  l'Armée de l'Ouest puis celle d'Italie, toujours sous l'ombre du général Brune. À la formation du 72e régiment d'infanterie de ligne en 1803, il est présent comme capitaine.

### Empire
C'est durant son séjour au camp de Saint Omer le 15 juin 1804, qu'il est fait chevalier dans l'Ordre de la Légion d'honneur,,. Créé depuis peu par Bonaparte, Pierre Dereix figure parmi les premiers décorés hors Hôtel des Invalides.
Nommé chef de bataillon le 10 août 1805 au 22e régiment d'infanterie de ligne, il participe alors à la campagne contre la 3e coalition,. En 1806, il rejoint le 8e Corps, puis le 4e Corps de la Grande Armée, commandés respectivement par les maréchaux Mortier et Soult pour prendre part aux campagnes de Pologne et de Prusse,,. En 1809 au sein du 10e Corps,, ce sera la campagne d'Allemagne et d'Autriche. Le 22 décembre 1809, il est fait officier de la Légion d'honneur. L'année suivante, il est anobli et fait chevalier de l'Empire par lettres patentes du 31 janvier 1810 avec dotation sur le Trasimène depuis 1808,.
En 1810, il change d'affectation et retrouve le 8e Corps en Espagne, où la pratique de la guérilla utilisée par les espagnols va être extrêmement meurtrière. Il combat en Espagne puis au Portugal et reste dans la péninsule ibérique jusqu'à la fin 1812,,.
Le 16 janvier 1813, il est promu au grade de major - grade qui remplace celui de lieutenant-colonel pendant la période napoléonienne - au 150e de Ligne et participe à la campagne d'Allemagne avec le 5e Corps commandé par Eugène de Beauharnais,. Le 29 août 1813, il est promu colonel sur le champ de bataille à Goldberg, et prend le commandement du 150e régiment d'infanterie de ligne,,.
Le 16 octobre, il participe à la grande bataille de Leipzig, au sein de la 2e brigade du général Louis Harlet, elle-même intégrée au sein de la 19e division d'infanterie du général Donatien-Marie-Joseph de Rochambeau. Cette bataille, appelée aussi bataille des Nations, est la plus grande confrontation des guerres napoléoniennes ; elle fera plus de 100 000 morts. Le colonel Dereix est blessé à la cuisse droite,. Son régiment, qui a subi de lourdes pertes, se retire à Neuss. 
Le 2 décembre 1813, le régiment est attaqué par surprise par un détachement de l'armée prussienne qui capture le colonel Dereix,,, l'aigle et la caisse du régiment ; 16 hommes sont tués et 189 faits prisonniers,.
Le 11 juillet 1814, trois mois après l'abdication de l'Empereur à Fontainebleau, Dereix rentre de captivité,,.

### Première Restauration
Le 15 août 1814, le roi Louis XVIII le fait chevalier de l'Ordre royal et militaire de Saint-Louis,, et le place à la tête du 29e de Ligne.

Le 27 octobre 1814, il quitte le service et est mis en demi-solde.

Le 1er décembre, il est placé "à la suite" du 74e régiment d'infanterie,,.

### Les Cent-Jours
Durant les Cent-Jours (mars à juillet 1815) qui verront le retour de l'Empereur, le colonel Dereix est nommé commandant provisoire de la place de Brest le 19 mai,, par le général Brenier.

### Seconde Restauration
Le 8 juillet, Louis XVIII revient sur le trône et avec lui la Terreur Blanche, amenant à l'arrestation de 100 000 Jacobins et bonapartistes. Le 22 août, le colonel est autorisé à poursuivre ses fonctions de commandant de la Place de Brest. Le 28 août 1816, placé en non-activité,, il est remplacé par le maréchal de camp baron de Goguetat. Le 14 septembre 1822, Pierre Dereix prend sa retraite après trente années de service effectif,,.
Il va alors s'installer en Bretagne à Saint-Malo avec sa famille,. Il devient commandant de la garde nationale de Saint-Malo en 1831 où il continue de résider en 1847. 

### Famille
La 19 avril 1815, avec l'autorisation du Ministre de la Guerre, il avait épousé Madame veuve Charles Pierre Gauttier, née Marie Bourdet, mère de deux jeunes enfants et descendante d'une vieille famille respectable de Saint-Malo. Madame Dereix donnera au couple cinq enfants, ainsi qu'une rente de 5 000 livres.
- Émile Pierre (1816-1852)
- Marie-Adélaide Dereix, née 7 décembre 1818; mariée à M. Julien Bourdet[24]
- Édouard-Louis Dereix; né 6 février 1820[24]
- Amélie-Marie Dereix; née 11 octobre 1821. Mariée à M. Tiret-Bognet[24], elle est la mère du caricaturiste Georges Tiret-Bognet[25].
- Élisabeth Marie (1826-1838)

Le 9 juillet 1826, son épouse âgée de 38 ans décède. Le décès de son fils aîné, Émile Pierre, le 20 décembre 1852 à l'âge de 36 ans l'affecte et le colonel Pierre Dereix meurt dans sa résidence de la Ville-Bénard à Paramé le 10 novembre 1854,,. Son fils Edouard Louis Dereix, né à Saint-Malo en 1820, lui survivra.

## Armoiries
| Figure | Blasonnement |
|        | Armes de chevalier de l'Empire Dereix (1808) Tiercé en bande, au I d'azur à une grenade d'argent enflammée d'or ; au II de gueules à l'insigne des chevaliers légionnaires ; au III de sable au dextrochère d'argent tenant une épée du même,. |

## Alliances
Familles : de Maillard de Lafaye, Dereix de La Berche, Chazelle du Repaire, Durif de Cressac,  Maudet, Janet de Lasfond, Tiret-Bognet, Daviaud, Cheminade, Gagnaire.